# Samurai Shodown III
Samurai Shodown III: Blades of Blood — аркадная игра, разработанная компанией SNK и выпущенная 15 ноября 1995 года. Это третий релиз в одноимённой серии файтингов. Сюжет игры посвящён событиям произошедшим между Samurai Shodown и Samurai Shodown II (история поделена на две части — она продолжается в Samurai Shodown IV).
Игра имеет более мрачную эстетику по сравнению с её предшественниками. В результате все персонажи подверглись визуальному преобразованию, чтобы соответствовать этому новому тону. Юмор, характерный для серии файтинга, уступил место более серьёзной атмосфере. Также произошли значительные изменения в игровом процессе, для каждого из персонажей были введены две разные версии: Slash и Bust. Каждая из них имеет свои собственные приёмы и стиль боя; Slash ближе к первым двум играм, а Bust придерживается более агрессивного стиля и содержит новые приёмы.
Кроме того были обновлены элементы управления: три из четырех кнопок предназначались для атак оружием и одна для удара ногой, в отличие от двух кнопок для оружия и ударов ногами у предшественников. В тактическом плане приоритет сместился на специальные атаки, а также систему парирования (были убраны перекаты вперёд и назад).
Samurai Shodown III была выпущена на консолях SNK Neo-Geo AES и Neo-Geo CD, а также на игровых приставках PlayStation и Saturn. Версия для Game Boy с немного изменённым списком персонажей и функциями была выпущена компанией Takara (только на территории Японии), ответственной за перенос нескольких других аркадных проектов SNK на консоли и портативные устройства.

## Сюжет
Сюжет игры представляют собой первую часть дилогии (состоящей из двух глав) действие которой происходит между событиями Samurai Shodown и Samurai Shodown II. Он посвящён путешествию юноши по имени Шизумару Хисаме, который ищет (наряду с многими другими персонажами игры) могущественного и опасного воина Дзанкуро Миназуки.

## Гемплей
По сравнению с другими в серии, игра имеет более мрачную эстетику, что связано со сменой команды разработчиков. Были убраны несколько персонажей из предыдущих частей (более легкомысленные — Эрткуэйк, Чам-Чам и Ген-ан), а мастер театра кабуки Киоширо Сэнрё получил редизайн, превратившись из яркого сценического артиста в мрачного, мускулистый воина. Все персонажи были полностью перерисованы. Кроме того, было изменено назначение кнопок: первые три отвечали за слабую, среднюю и сильную рубящие атаки соответственно. Четвертая использовалась для ударов ногой.

Битва между двумя новичками серии — Басарой (слева) и Гайрой

Темп игры несколько изменился, так как многие базовые атаки можно заменить специальными приемами, что крайне редко встречалось в первых двух частях серии. Большинство движений (таких как перекаты) из Samurai Shodown II были удалены в пользу возможности уклоняться от атак, одновременно нажимая кнопки A и B (которую называли спорной). На близком расстоянии выполнение этой команды приводит к быстрому перемещению за спину противника, после чего можно нанести серию ударов. Также появилась возможность блокировать атаки в воздухе (была убрана в следующей части) и двигаться перед началом раунда, чтобы занять более удобную позицию. Предметы, раньше выпадающие из специального неигрового персонажа, теперь попадали на поле боя из-за пределов экрана.
Наряду со сменой визуальной эстетики произошли значительные изменения в игровом процессе — для каждого из персонажей было добавлены два стиля ведения боя (т. н. «мировоззрение»).
- Slash (в японском варианте Shura (修羅), от санскритского слова «Асура» (в официальной документации фигурирует как Chivalry — благородство, в свою очередь Bust значится как Treachery — коварство)[1]. В брахманизме и индуизме означает божество, любящее сражаться по своей природе. Эта версия персонажей, как правило, наиболее близка по стилю к предыдущим частям серии.
- Bust (в японском варианте Rasetsu (羅刹), от санскритского слова «Ракшаса» олицетворяющего демона с чёрным телом (отсюда более темная кожа у персонажей). Эта версия обычно значительно отличается от Slash по игровому процессу, хотя визуально она ничем не отличается, кроме цветовой палитры. Исключение составляет боец Накоруру (в её версии Slash вместе с ней сражается ручной ястреб Мамахаха, как и в двух предыдущих частях, однако в Bust её сопровождает волк Шикуру). Гэлфорд в варианте Bust сражается без своей собаки Поппи (что является инновацией в играх серии).

## Персонажи
Центральная роль Хаомару в истории была уменьшена в пользу нового главного героя, в целом сюжет стал не таким масштабным. Вернувшиеся персонажи из предыдущей игры:

| - Хаомару (англ. Haohmaru) - Гендзюро Кибагами (англ. Genjuro Kibagami) - Гэлфорд (англ. Galford) - Киоширо Сенрё (англ. Kyoshiro Senryo) - Укё Тачибана (англ. Ukyo Tachibana) - Накоруру (англ. Nakoruru) - Ханзо Хаттори (англ. Hanzo Hattori) | Новые воины: - Сиро Токисада Амакуса (англ. Shiro Tokisada Amakusa), хотя и не являлась новым героем в серии, теперь выступает в качестве полноценного играбильного персонажа, а не босса. - Шизумару Хисаме (англ. Shizumaru Hisame), юноша с провалами в памяти сражающийся зонтиком. Является главным героем игры. Думает, что Дзанкуро Минадзуки убил его семью, поэтому хочет ему отомстить. - Римуруру (англ. Rimururu), младшая сестра Накоруру, владеет магией льда. - Гайра Кофеин (англ. Gaira Caffeine), могучий монах, который сражается гигантскими чётками. Является племянником Никотина Кофеина, одного из героев второй части (в корейском переводе имя Гайры изменено на «Ким Унг Че»). - Басара Кубикири (англ. Basara Kubikiri), мертвец, стремящийся отомстить за убийство себя и своей возлюбленной. - Дзанкуро Минадзуки (англ. Zankuro Minazuki), финальный босс игры. Безжалостный мастер меча, сошедший с ума в стремление совершенствования своей боевой техники, является конечной целью многих персонажей игры. |  |

## Выпуск
Как и две предыдущие части, помимо Neo-Geo и Neo-Geo CD, Samurai Shodown III была выпущена на нескольких других игровых приставках, включая Sega Saturn, PlayStation, а также портативной консоли Game Boy (под названием Nettou Samurai Spirits: Zankuro Musouken). В отличие от «старших» версий в порте для Game Boy отсутствуют персонажи Kyoshiro Senryo и Gaira Caffeine, но добавлен Jubei Yagyu в качестве скрытого финального босса. Игра была портирована на портативную консоль компанией Takara, той же командой, которая отвечала за портирование нескольких других аркадных игр SNK (на портативные и домашние консоли). В 2010 году была выпущена версия для Wii в онлайн-сервисе Virtual Console.

## Оценки критиков
| Иноязычные издания | Иноязычные издания |
| Издание            | Оценка             |
| ------------------ | ------------------ |
| EGM                | 7,25/10 (Neo Geo)  |
| GameSpot           | 6,7/10 (PS1)       |
| Next Generation    | (Neo Geo) · (PS1)  |
| Maximum            | (Neo Geo CD)       |

Отвывы об игре были умеренно положительными. Рассматривая версию для Neo-Geo AES, публицист из Electronic Gaming Monthly отметил, что графика была не так хороша, как в первых двух частях серии, и на контроллере приставки трудно выполнять некоторые спец-атаки, но он высоко оценили большое количество персонажей и два разные формы для каждого из них, а также улучшенный игровой процесс по сравнению с предшественниками. По мнению представителя GamePro нововведения, таким как две формы персонажа на выбор и возможность уклоняться от атаки, в некоторой степени нивелировали отсутствие в игре некоторых лучших бойцов их предыдущих частей и менее впечатляющие задние фоны. Он пришел к выводу, что «хотя „Shodown III“ не разочарует поклонников серии, это не тот скачок, который в своё время продемонстрировала „Shodown II“». В рецензии от Next Generation также отмечалось, что «Поклонники первых двух частей не будут разочарованы не разочаровывает, но III часть не вывела серию на качественно новый уровень». Обозреватель Maximum назвал версию игры для Neo-Geo CD «превосходно детализированным и чрезвычайно реиграбильным файтингом, поддерживающим высокие стандарты SNK». Он особенно похвалили возможность выбора разных форм персонажа, которые существенно влияли на игровой процесс, а не только на косметические различия, значительно улучшенный игровой баланс, динамичные задние фоны и экспериментальный саундтрек. Однако он посетовал на раздражающую сложность игры, с чем соглашались многие другие рецензенты.
Обозреватель журнала GamePro назвал версию для PlayStation «паршивым портом такой же плохой игры на Neo-Geo», сославшись на плохую анимацию, медленные и чрезмерно затянутые бои. Он поставил ей 1,0 балл из 5 за управление и увлекательность игрового процесса, и 2,5 — за графику и звук. Рецензент GameSpot также сделал акцент на проблемах с анимацией и замедление игрового процесса в версии для PlayStation, помимо этого раскритиковав «мучительно долгое» время загрузки. Тем не менее он закончил статью на высокой ноте: «те, кто любил аркадную версию „Samurai Shodown III“, будут довольны этим релизом». В обзоре для Next Generation версию для PlayStation назвали весьма точным портом оригинала (в частности, превосходящую The King of Fighters ’95 для этой же приставки), однако подвергли критике саму игру как «почти ничем не отличающуюся» от второй части.
Одной из главных претензий к игре, которую отмечали почти все рецензенты, отсутствие многих любимых фанатами персонажей. В следующий части разработчики вернули многих из них. Также, недоумение критиков вызывал баланс: некоторые особо яростные атаки могли лишить до 60% здоровья, что делало матчи либо слишком короткими, либо затяжными (это также было исправлено в следующей части — добавлением двойной полоски жизни). Сетовали на общую кажущуюся недоработанность проекта. В числе плюсов отмечались более крупные спрайты персонажей, красивую анимацию, атмосферное музыкальное сопровождение (вдохновлённое классическими японскими произведениями), которая дополняла мрачную эстетику игры, систему «мировоззрения» (Slash и Bust) добавившую игровому процессу глубины. В рецензии Корби Дилларда из Nintendo Life отмечалось, что хотя игра проигрывает второй части её следует попробовать всем поклонникам жанра. Его коллега Дэйв Фрира также подчеркнул, что Samurai Shodown III кажется шагом назад по сравнению с предшественницей. По мнению публициста, хотя в ней можно найти и плюсы (такие как добавляющее вариативность «мировоззрение»), следующая часть демонстрирует почти всё то же самое, но лучше. В свою очередь обозреватель портала IGN заявил: «„Samurai Shodown III“ — хороший файтинг, бы все же посоветовал придерживаться „Shodown I“ или „II“». Отмечалось, что серьёзный тон новой части понравился не всем фанатам серии (хотя и у него нашлись свои поклонники). В итоге, из-за противоречивости результата, Samurai Shodown III реже всего фигурирует в числе любимых у фанатов SS.